# ۱۳۳۷ (میلادی)
۱۳۳۷ (میلادی) هزار و سیصد و سی و هفتمین سال تقویم میلادی است.

## مناسبت‌ها
- آغاز قیام سربداران

## درگذشتگان
‎